# Lepturichthys dolichopterus
Lepturichthys dolichopterus es una especie de peces de la familia Balitoridae en el orden de los Cypriniformes.

## Distribución geográfica
Se encuentran en Asia: río Min (Fujian, la China ).

## Hábitat
Es un pez de agua dulce y de clima subtropical.